# Carla Panerai
Carla Panerai (ur. 4 lipca 1947 we Florencji) – włoska lekkoatletka, płotkarka, mistrzyni igrzysk śródziemnomorskich, olimpijka.

## Kariera sportowa
Zajęła 5. miejsce w finale biegu na 80 metrów przez płotki na uniwersjadzie w 1967 w Tokio.
Zdobyła złoty medal w tej konkurencji na igrzyskach śródziemnomorskich w 1967 w Tunisie, wyprzedzając Đurđę Fočić z Jugosławii i swą koleżankę z reprezentacji Włoch Magalì Vettorazzo. Odpadła w eliminacjach biegu na 80 metrów przez płotki na igrzyskach olimpijskich w 1968 w Meksyku.
Była mistrzynią Włoch w biegu na 80 metrów przez płotki w 1968. 7 lipca 1968 w Trieście ustanowiła rekord Włoch na tym dystansie z czasem 10,7 s. W maju 1969 uzyskała czas 14,8 s w biegu na 100 metrów przez płotki, który był rekordem Włoch przez 6 dni.